# Канонізація

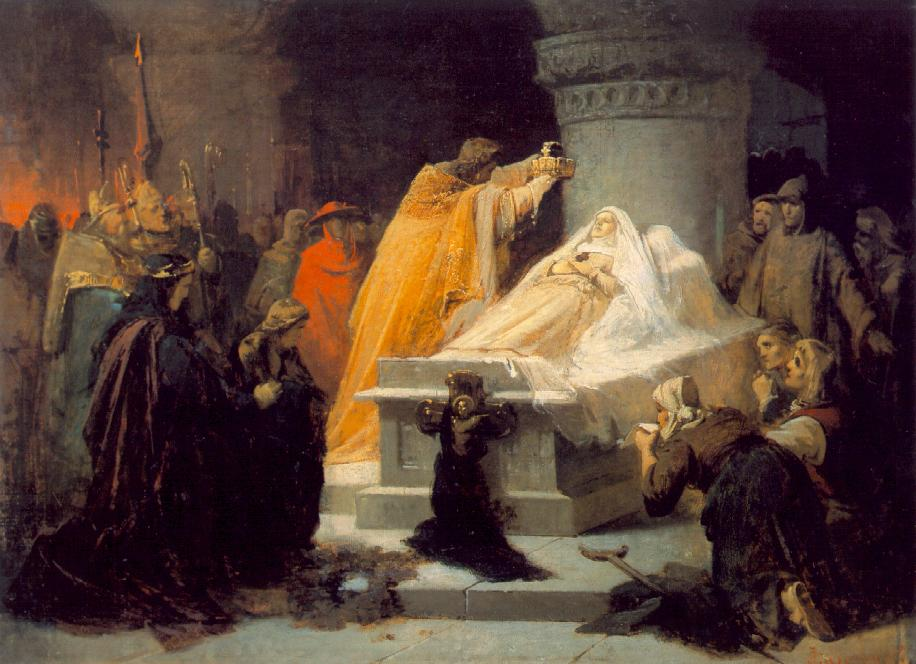
Канонізація Єлизавети Угорської у 1235 році. Шандор Ліцен-Маєр (1863)

Каноніза́ція (лат. Canonizatio від грец. κανών — список, каталог) — офіційне визнання і проголошення вищою церковною владою людини святою зі внесенням її до списку святих із призначенням певного дня для святкування її пам'яті, найчастіше дня її смерті чи мученицької кончини. У Грецькій церкві цьому терміну немає адекватного відповідника, тому в подібних випадках там використовують словосполучення «приєднання до лику святих».

## Історія
В древній церкві канонізації, як такої не було, бо вона не була потрібна. Церковна громада або окрема людина отримувала благословення єпископа на зберігання мощей, святого і на щорічне святкування його пам'яті. Тому виходячи з більш широкого розуміння, в давнину будь-який християнин, що не ухилявся в єресь або розкол, не здійснив смертний гріх, за який він був відлучений від Церкви, вважався після смерті святим. Громада, до якої він входив, з дозволу єпископа записувала його ім'я на табличках покритих воском — диптихах, мартирологах. Завдяки їм згадувалися живі та померлі християни. Якщо ім'я померлого потрапляло в ці таблички, то він автоматично вважався святим.
Складення списків актів мучеників, дуже важливих для життя церкви в IV — VI ст., скоріш за все, не було безпосередньо зв'язане з питанням про визнання або не визнання їх святості. На початку IV століття імператор Костянтин Великий оголосив християнство спочатку дозволеною, а пізніше пріоритетною релігією. Для християн скінчилася епоха гонінь і в Церкву ринув потік нових людей. Громади дуже розрослися. Християни вже не знали так добре один одного, а шанувати святих стали ще більше. Єресі також розповсюдились і щоб не було вшанувань «праведних єретиків» церковна влада стала слідкувати як за встановленням дня шанування святого, так і за забороною хибних вшановувань.
Це призвело до того, що Церкві довелося виробляти юридичну процедуру оголошення померлого праведника святим. Цей процес і отримав назву канонізації.

## Православна церква
У 1918 р були сформульовані такі основні критерії для канонізації: свідчення про благочестиве життя (остання вимога не обов'язкова для мучеників, оскільки головна підстава для їх канонізації — документально підтверджений факт мучеництва за віру, а їхнє життя до подвигу зазвичай не було предметом вивчення, особливо в давнину), народне шанування, бездоганне сповідання православної віри, чудотворіння. При деяких випадках бралось до уваги повне чи часткове нетління мощей.
З точки зору Церкви канонізація не робить людину святою, а її подвиг. Канонізація — лише визнання заслуг подвижника, свідоцтво абсолютної впевненості в його спасіння, адже прославляючи праведника, Церква перестає молитися про нього і починає молитися йому. Значить, вона повинна бути впевнена, що ця людина вже з'єднана з Богом і не потребує молитов вірян за її спасіння.
Чудотворіння, хоч і названі єпископом Панкратієм (Жердевим) головою Синодальної комісії по канонізації святих основним «об'єктивним критерієм», але на практиці вони інколи не брались до уваги. Так, без явних і численних фактів чудотворінь були прославлені багато благовірних князів, серед яких св. рівноапостольний Володимир Великий, св. Володимир Василькович, св. Ярослав Мудрий, св. Петро Калнишевський та інші. У РПЦ, наприклад, без чудотворінь канонізували Федіра Ушакова.
У практиці православних Церков органом, повноважним прославляти чи інша особа у лику святих, є звичайно вищий законодавчий орган цієї помісної Церкви, тобто Помісний Собор або Синод.

## Католицька церква

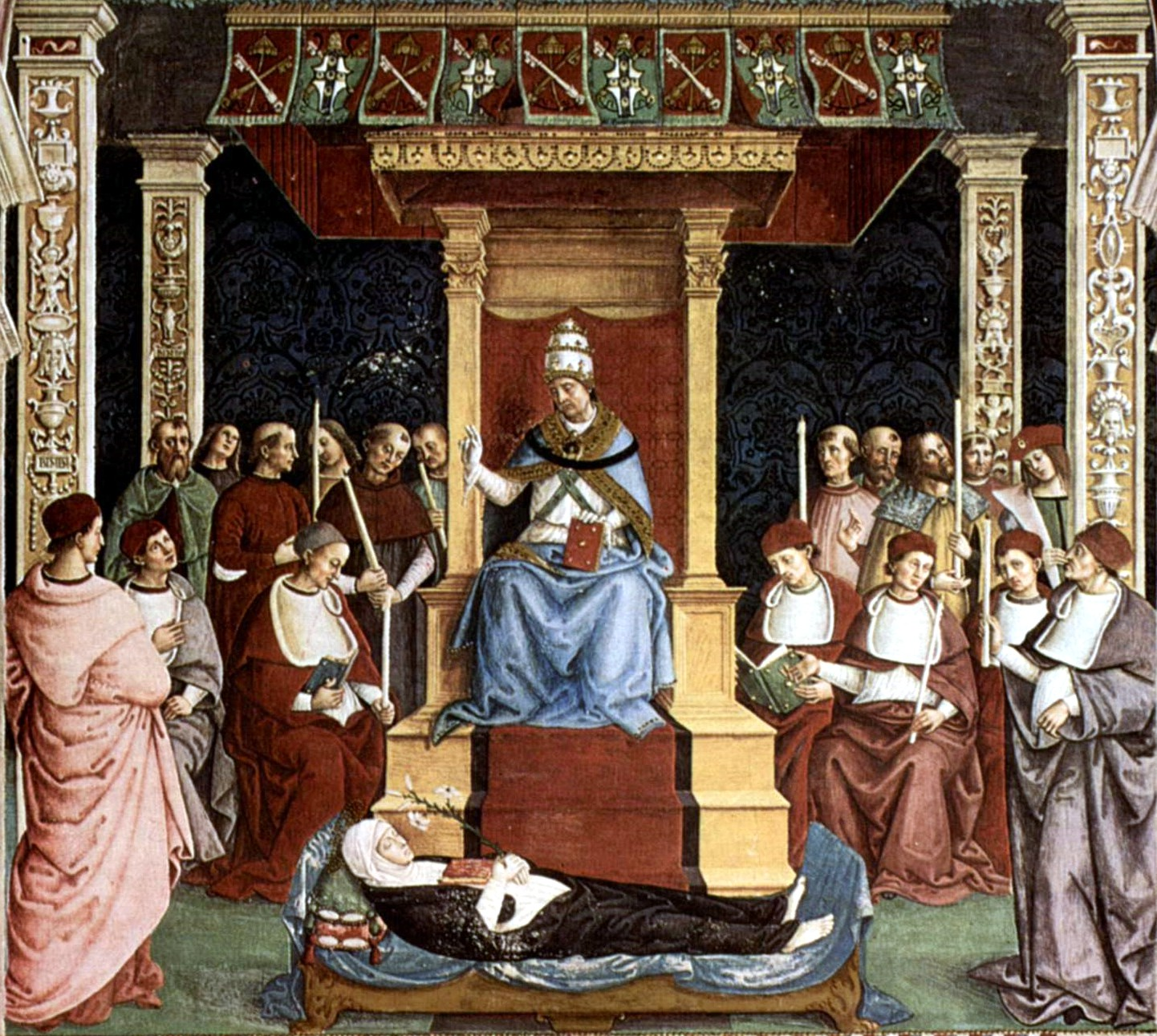
Папа Пій II канонізує Катерину Сієнську (фреска XVI ст.)

За правилами католицької церкви, процес зарахування до лику святих, зазвичай, починається не раніше, ніж через п'ять років після смерті людини. Поряд з канонізацією розрізняють також беатифікацію — зарахування до лику блаженних. Розмежування між беатифікацією і канонізацією було введено в 1642 році папою римським Урбаном VIII.
У 1983 році папа Іван Павло II видав апостольську конституцію «Divinus perfectionis magister», у якій описано процедура беатифікації та канонізації. Кандидат на канонізацію проходить наступну процедуру: спершу його оголошують Слугою Божим (Servus Dei) на місцевому рівні; якщо зібрано достатньо даних про його життя, передусім про героїчність чеснот, місцевий єпископ просить Рим оголосити кандидата превелебним (Venerabilis); після закінчення беатифікації кандидата офіційно проголошують блаженним (Beatus); і, зрештою, після закінчення канонізації блаженного проголошують святим (Sanctus) та вносять до загальноцерковного календаря.